# Vilho Vauhkonen
Vilho Vauhkonen   (Pieksämäki, 6 de febrer de 1877 - Hèlsinki, 1 de febrer de 1957) va ser un tirador finlandès que va competir durant la dècada de 1910.
El 1912 va prendre part en els Jocs Olímpics d'Estocolm, on va disputar dues proves del programa de tir. Fou cinquè en la prova de rifle lliure per equips i 41è en la de rifle lliure, 300 metres tres posicions.
El 1920, una vegada finalitzada la Primera Guerra Mundial, va disputar vuit proves del programa de tir als Jocs d'Anvers. Va guanyar la medalla de bronze en les proves de rifle militar 300 metres, bocaterrosa per equips i tir al cérvol, doble tret per equips. En les altres proves destaquen dues quartes posicions en rifle militar, 300 metres drets i rifle militar, 300 metres drets per equips.